# Clive (Alberta)
Clive est un village (village) du Comté de Lacombe, situé dans la province canadienne d'Alberta.

## Démographie
En tant que localité désignée dans le recensement de 2011, Clive a une population de 675 habitants dans 252 de ses 299 logements, soit une variation de 20.1% avec la population de 2006. Avec une superficie de 2,120 4 km2, village possède une densité de population de 318,336 2 hab/km2 en 2011.
Concernant le recensement de 2006, Clive abritait 562 habitants dans 204 de ses 209 logements. Avec une superficie de 2,120 4 km2, village possédait une densité de population de 265,0 hab/km2 en 2006.
| 2001 | 2006 | 2011 | 2016 |
| ---- | ---- | ---- | ---- |
| 591  | 562  | 675  | 715  |